# Diao Linyu
Diao Linyu (刁琳宇S; Huai'an, 29 marzo 1994) è una pallavolista cinese, palleggiatrice dello Jiangsu.

## Carriera

### Club
La carriera di Diao Linyu inizia nella stagione 2013-14 nello Jiangsu, militante in Chinese Volleyball League, con cui vince lo scudetto 2016-17.

### Nazionale
Nel 2016 ottiene le prime convocazioni nella nazionale cinese: nello stesso anno conquista la medaglia d'oro all'AVC Eastern Zone Women's Championship. Nel 2017 si aggiudica l'oro alla Grand Champions Cup, mentre nel 2018 ottiene il bronzo alla Volleyball Nations League e l'oro ai Giochi asiatici. Nel 2019 bissa la medaglia di bronzo alla Volleyball Nations League.
Nel 2023 vince la medaglia d'argento alla Volleyball Nations League, venendo premiata anche come miglior palleggiatrice e l'oro ai XIX Giochi asiatici.

## Palmarès

### Club
- Campionato cinese: 1

2016-17

### Nazionale (competizioni minori)
- AVC Eastern Zone Women's Championship 2016
- Montreux Volley Masters 2017
- Giochi asiatici 2018
- Giochi asiatici 2022

### Premi individuali
- 2023 - Volleyball Nations League: Miglior palleggiatrice